# Хваршински језик
Хваршински језик један је од језика који припада групи сјевероисточних кавкаских језика, а који припада дидојској подгрупи језика. Унутар дидојске подјеле језика, дидојски језик припада групи Бежтинско-хунзибско-хваршинских језика. Говори се у Дагестану и то од старне свега приближно 1740 припадника Хваршинаца, према подацима из 2010. године дуж десне обале ријеке Анди-Коису.
Хваршински језик подијељен је на два дијалекта: Хваршински и Инхокари дијалекат. Током вијекова у рјечницима овог народа су преузете многе ријечи других народа. Тако, у свакодневној комуникацији могу се примјетити ријечи аварског, арапског, турског и грузијског језика. У 20. вијек руски језик је имао најјачи утицај посебно у смислу политичког и техничког вокабулара. 
Хваршини немају сопствени писани језик, па из тог разлога користе аварски. Аварски језик је постао заједнички језик за комуникацију, а матерњи језик је сведен на кућну употребу унутар домова Хваршинаца. Хваршински језик је мало истражен. Прве записе о њиховом језику написао је Р. Ерцкерт на крају 19. вијека. Током протеклих 50 година хваршински језик су озбиљније проучавали Е. Бокарев, Д. Ломаишвили и Е. Ломаџе.

## Географска распрострањеност
Од процјењених 4.000 припадника Хваршинаца, њих мање од 2.000 се користи матерњим језиком на просторима југозападног дијела Русије, на просторима њихових села, који су и до сад насељавали. 